# Kàlbida
La dinastia kàlbida o dels kàlbides fou una nissaga sorgida de la tribu Banu Kalb que va exercir al segle x el poder com a governadors principalment a Sicília; foren també coneguts localment com a Banu Abi l-Husayn (o de vegades Banu Abi l-Hasan).
Després d'un període de marginació sota els aglàbides, els kalbites del Magreb van donar suport als fatimites que els van premiar nomenant al seu cap Ali ibn Abi l-Husayn al-Kalbi, com a ajudant del seu sogre Salim ibn Asad ibn Rashid al-Kutami (governador de Sicília (917 a 936/937). Ali va morir el 938 al setge d'Agrigent en la lluita entre fatimites sicilians i lleials al califat abbàssida i als aglàbides.
Ali fou el pare de Hasan I ibn Ali, que es va distingir en la lluita contra Abu-Yazid Màkhlad ibn Kaydad an-Nukkarí, i fou nomenat governador de Sicília el 948, amb l'encàrrec de posar fi a la revolta dels partidaris del califa abbàssida que tenien centre a Palerm i Agrigent; va lluitar contra els romans d'Orient de Calàbria i després de la Pulla i va construir una mesquita a Reggio que fou destruïda uns anys més tard. A la mort del califa Abu-t-Tàhir Ismaïl al-Mansur bi-nasr-Al·lah (març del 953) es va traslladar a Ifríqiya i va deixar el govern de l'illa al seu fill Àhmad ibn Hassan i de fet el càrrec va esdevenir hereditari. Hasan fou cridat altre cop a Calàbria pel seu germà Ammar que estava lluitant durament contra els romans d'Orient i va lluitar contra els grecs entre 954 i 969.
El seu fill Àhmad va conquerir Taormina el 962 que va agafar el nom de Muizziyya en honor de l'imam o califa fatimita Abu-Tamim Maad al-Muïzz li-din-Al·lah (953–975); va conquerir també Rametta poc després amb una victòria simultània a la mar en l'anomenada la ‘batalla de l'estret’. El 969 el va succeir el seu germà Alí ibn Hassan.
Ali va lluitar esporàdicament contra els romans d'Orient però en operacions molt limitades, i davant les ambicions imperials (Otó II) a Itàlia del sud, romans d'Orient i musulmans es van aliar. Les tropes imperials que van anar a Calàbria es va trobar amb forces col·ligades de romans d'Orient i de l'emir Ali ibn Hasan, al Cap de Crotona (Calàbria) el juliol del 982, i els imperials foren derrotats.
Després d'un breu govern de Djabir al-Kalbi (982-983), el 983 fou nomenat governador de l'illa el kàlbida Djafar ibn Muhammad, d'una altra branca, que era conseller del califa a Egipte. El 985-986 va governar breument Abd Allah i després fou nomenat governador el seu fill Abu l-Futuh Yusuf ibn Abd Allah que va rebre el títol de Thikat al-Dawla; aquell mateix any (986) els musulmans van fer incursions menors a Calàbria; van atacar Tàrent i el 988 van assetjar Cosenza; el 994 van assaltar Matera. A Egipte, a petició dels kutama, el principal suport fatimita, el càrrec de visir fou atorgat (996) a Hasan ibn Ammar, el vencedor de Matera, nebot del primer emir Hasan ibn Ali ibn Abi l-Husayn, que va rebre el títol d'Amil al-Dawla.
El 998 mentre Hasan ibn Ammar queia víctima d'un complot a Egipte, va arribar al govern de Sicília Djafar II ibn Yusuf, a la mort del seu pare. El 1002 va atacar Benevent per sorpresa i poc després va assetjar breument Càpua, però en general es va dedicar als plaers; va construir el castell de Maredolce a Palerm. El 1004 va ser derrotat a Bari pels romans d'Orient i venecians i el 1005 a Reggio pels pisans.
A la mort de Djafar II el va succeir el seu germà Ahmad II ibn Yusuf al-Akhal que se sap que va fer algunes campanyes a Calàbria i la Pulla. Des de 1025 l'emir zírida Sharaf ad-Dawla al-Muizz ben Badis es va immiscuir en els afers de Sicília, però el 1025/1026 (416 de l'hègira) una potent flota zírida en camí cap a Sicília fou destruïda per una tempesta no gaire lluny de l'illa Pantelleria; entre 1026 i 1035 la flota zírida va fer atacs a les posicions romanes d'Orient a la costa de la mar Adriàtica i la mar Egea. Finalment Sharaf ad-Dawla al-Muizz ben Badis, cridat pels adversaris d'Ahmad II, va enviar a l'illa al seu fill Abd Allah ibn al-Muizz. Ahmad II es va aliar als romans d'Orient amb els quals ja estava en negociacions; inicialment grecs i sicilians musulmans van derrotar els zírides però els romans d'Orient després de la victòria es van retirar a les seves posicions a Calàbria i Abd Allah no va tenir dificultat en dominar l'illa (1036). Ahmad II fou assetjat i va morir a la lluita.
El seu germà Hasan II ibn Yusuf al-Samsan va recuperar el poder a Palerm en una data incerta entre 1038 i 1040 però quan fou enderrocat vers 1052/1053 (Ibn Khaldun dona la data 1040) alguns cadis locals van esdevenir independents.

## Dinastia Kàlbida
- Hasan I ibn Ali ibn Abi l-Husayn al-Kalbi 948-954
- Ahmad I ibn Hasan al-Kalbi 954-969
- Ali ibn Hasan al-Kalbi 969-982
- Djabir al-Kalbi 982-983
- Djafar I ibn Muhammad 983-985
- Abd Allah al-Kalbi 985-986
- Yusuf ibn Abd Allah 986-998
- Djafar II ibn Yusuf 998-1019
- Ahmad II ibn Yusuf al-Akhal 1019-1036
- Abd Allah ibn al-Muizz 1036-1040 (Zírida)
- Hasan II ibn Yusuf al-Samsam 1040-1053